# Gebäude der ehemaligen Bank Gdański
Das Gebäude der ehemaligen Bank Gdański ist ein historisches Mietshaus in Włocławek (Leslau), das sich an der Ecke der Żabia- und Królewiecka-Straßen im Stadtteil Śródmieście („Innenstadt“) befindet.

## Geschichte
Das Mietshaus wurde 1911 von dem Ingenieurarchitekten Stanisław Paszkiewicz aus Warschau entworfen und zum Sitz des Finanzunternehmens Włocławskie Towarzystwo Wzajemnego Kredytu (deutsch: die Gesellschaft der Gemeinsamen Kredits Włocławek) unter dem Vorsitz von Ludwik Bauer errichtet. Die Investition wurde von der Baufirma Leon Bojańczyks aus Włocławek unter der Aufsicht des Architekten Antoni Olszakowski realisiert. Ab 1920 war das Gebäude Sitz der Bank Kujawski SA in Włocławek. Im Februar 1928 wurde das Gebäude Sitz der Bank Gospodarstwa Krajowego und in späteren Jahren Sitz der Bank Gdański.
Am 22. November 2019 wurde das Mietshaus von der Selbstverwaltung Włocławek erworben. In den kommenden Jahren wird dort eines der Projekte des Gemeinde-Revitalisierungsprogramms der Stadt Włocławek für die Jahre 2018 bis 2028 umgesetzt: es wird eine moderne interaktive Einrichtung entstehen, in der der Schwerpunkt auf der Förderung lokaler Traditionen, Geschichte und Kunst liegen wird.

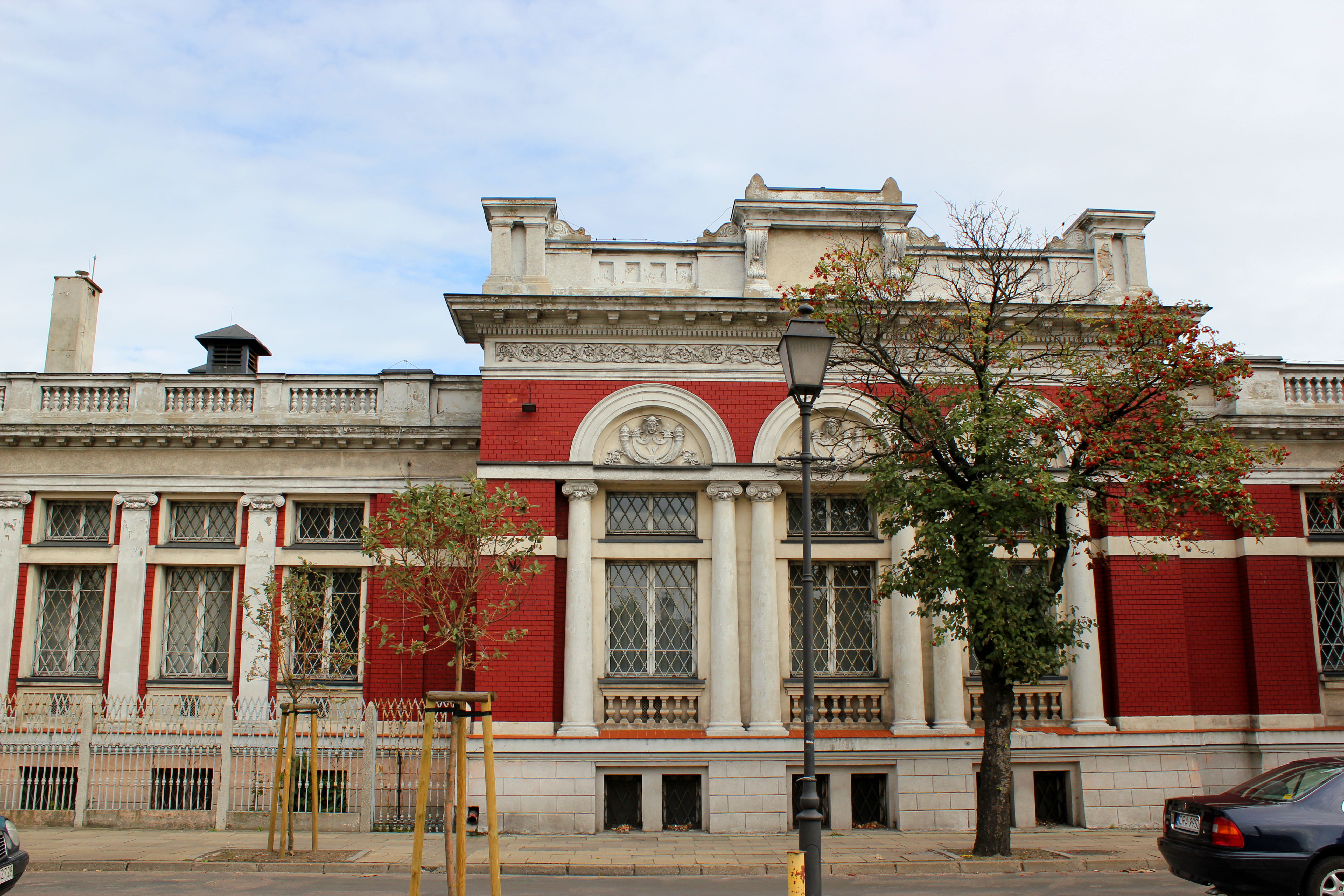
Blick auf das Mietshaus von der Żabia-Straße, Włocławek
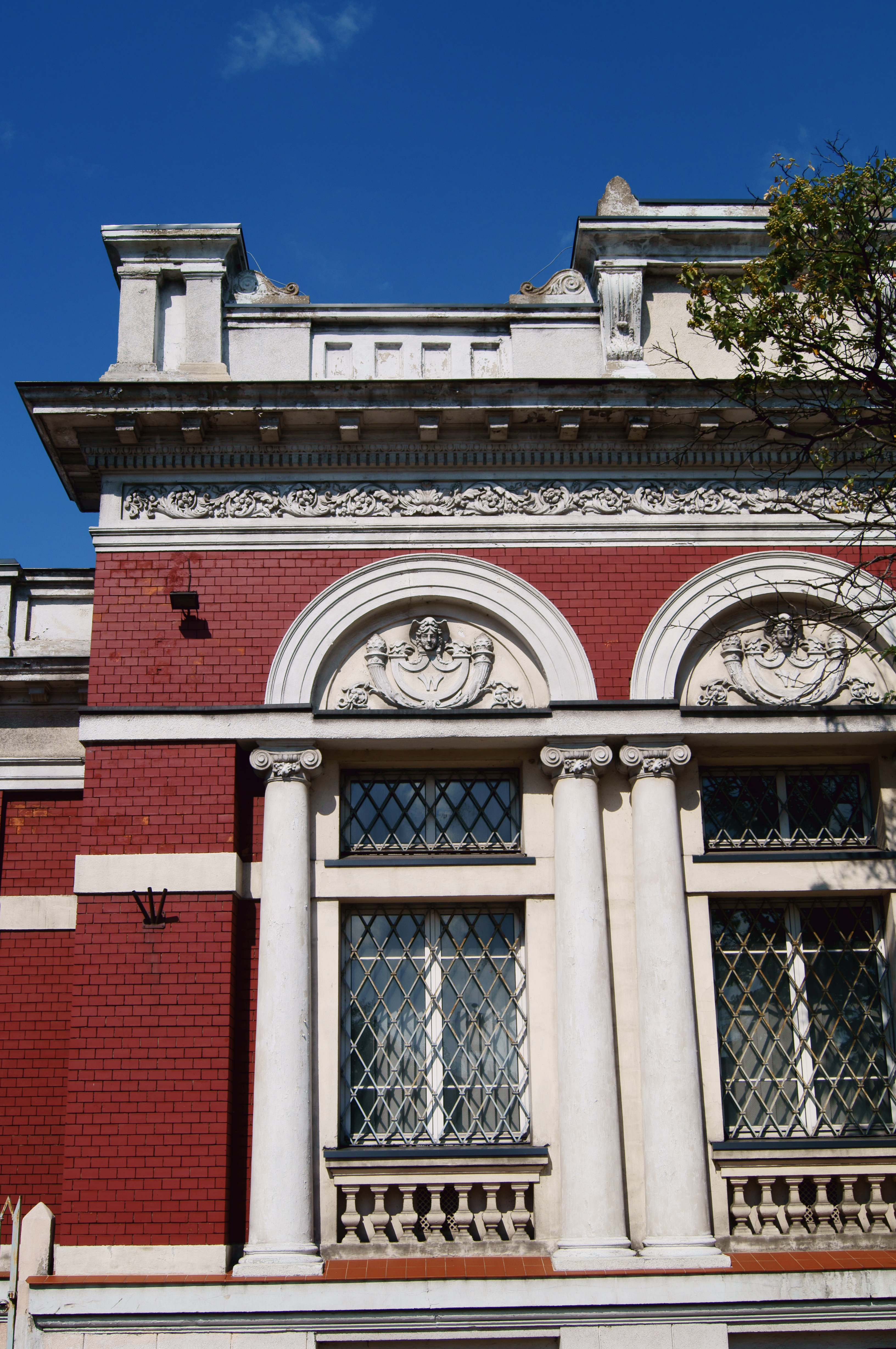
Über den Fenstern sind die Buchstaben zu sehen, die in den dekorativen Teilen des Mietshauses eingefügt wurden
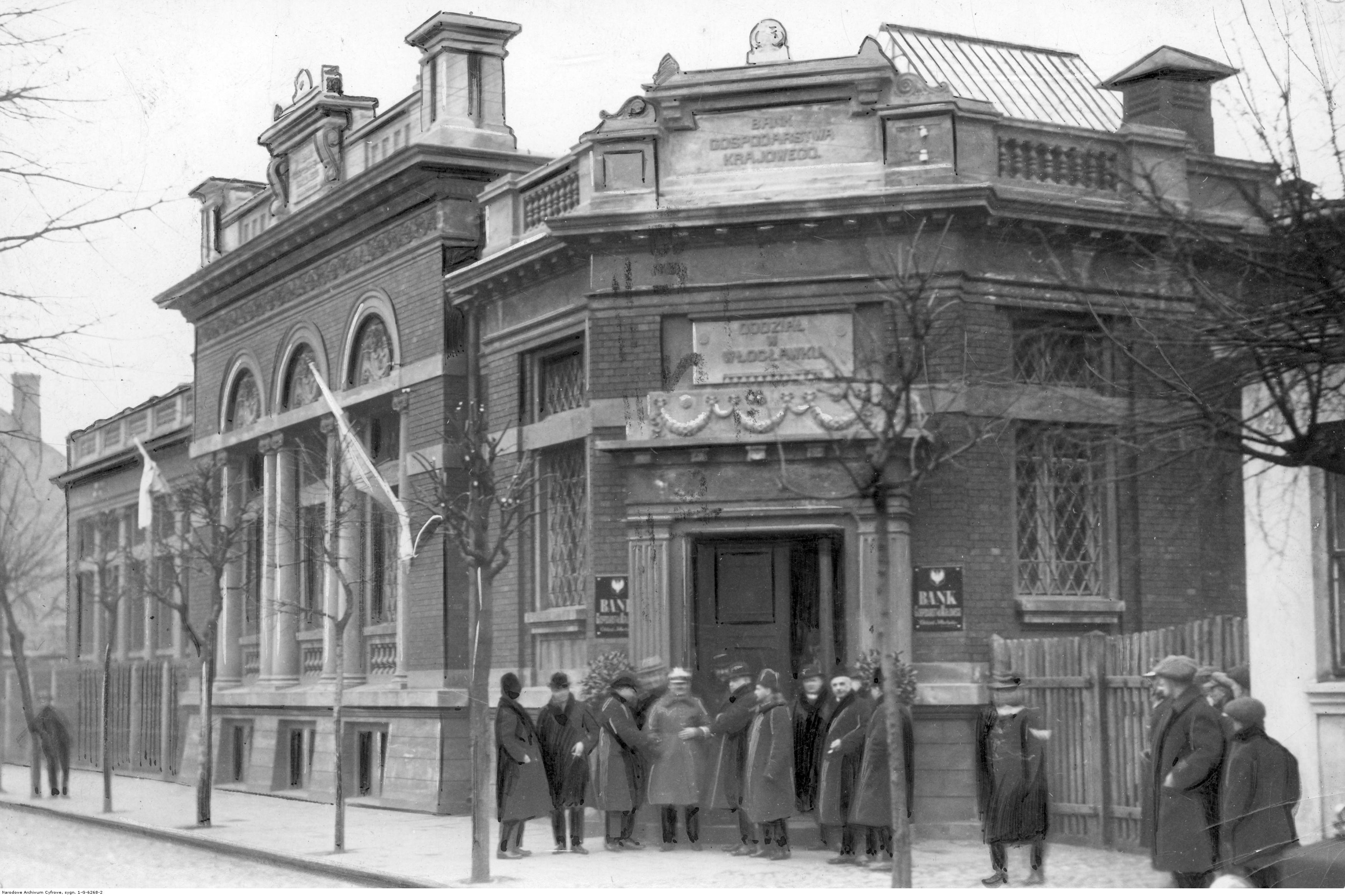
Die Eröffnung der Niederlassung der Bank Gospodarstwa Krajowego in Włocławek in 1928

## Architektur
Es handelt sich um ein Renaissance-Mietshaus, dessen zweifarbige Frontfassade in Klinkerziegeln und einem architektonischen Zierdekor reich dekoriert ist. Bemerkenswert ist im historischen Teil die runde Verkaufshalle mit reichem Stuckdekor und ein mit bunten Glasgemälden dekoriertes Oberlicht, während im neueren Teil des Gebäudes die riesige Tür der Schatzkammer, die im Untergrund versteckt ist, eine interessante Einzelheit darstellt.